# 謝拉魯鄉 (登博維察縣)
44°28′N 25°18′E / 44.467°N 25.300°E
謝拉魯鄉（羅馬尼亞語：Comuna Șelaru, Dâmbovița），是羅馬尼亞的鄉份，位於該國南部，由登博維察縣負責管轄，面積82平方公里，海拔高度152米，2007年人口3,560，人口密度每平方公里43人。